# Rolieiro-de-peito-lilás
O rolieiro-de-peito-lilás (Coracias caudatus) é uma ave coraciforme do grupo dos rolieiros, que ocorre em África, da faixa entre Namíbia e Moçambique até à Etiópia. Habita bosques e savanas, estando ausente de zonas áridas.
É uma ave com cerca de 36 cm de comprimento, grande comparando com os restantes rolieiros. A sua plumagem é muito colorida e caracterizada pelas faces e peito roxo que dá o nome à espécie. O topo da cabeça é verde-claro, o dorso é castanho e a barriga azul vivo. Em voo pode ser identificado pelas asas azuis. O rolieiro-de-peito-lilás tem uma cauda comprida com rectrizes exteriores muito longas. O bico e os olhos são negros.
O rolieiro-de-peito-lilás tem um modo de vida solitário, agrupando-se em casais na época de reprodução. Passa a maior parte do tempo posado em ramos de árvore, postes de eletricidade ao longo de estradas e outros locais elevados, de onde consegue detetar possíveis presas. Estas são insetos, principalmente gafanhotos e escaravelhos, aracnídeos, e pequenos vertebrados. Quando a presa é localizada, este rolieiro realiza um voo picado, muito rápido e geralmente bem-sucedido. Os rolieiros-de-peito-lilás são atraídos por fogos naturais, para se alimentar de pequenos animais em fuga.
A época de reprodução decorre entre agosto e dezembro. O ninho é básico e aproveita cavidades naturais em troncos de árvore. Os rolieiros-de-peito-lilás não nidificam a menos de 6-7 metros do solo. Cada postura tem entre 2 a 4 ovos de cor branca. A incubação, cerca de três semanas, e os cuidados parentais aos juvenis, prestados durante cerca de um mês, são partilhados por ambos os sexos. O rolieiro-de-peito-lilás é um residente comum na sua área geográfica e não se encontra em risco de extinção.